# 進士 (日本)
日本的進士（日语：／）是律令制下式部省實行的次於秀才、明經的第三等官吏考試（科舉）制度，亦稱進士試（日语：／）。
取用博覽群書的通才高學，試題是寫兩篇“治国之要務”（時事）論文和《文選》中的7首、《爾雅》中的3首，合計10首帖試（填空題）。分甲乙丙3個等級，甲第和乙第算是及第，前者授予從八位下，後者授予大初位上。
及第需兩篇論文被判定合格，同時甲第帖試要全對，乙第要對六道以上。歷史上登甲第者只有716年（靈龜2年）的遣唐留学生吉備真備等少數幾人。也有以庶民登第，最終成為貴族的勇山文繼。
因為比秀才叙位低，問題又難，所以考進士的人並不多。平安時代貞觀年間廢除進士制度，後遂成為漢文考試選拔紀傳道的学生文章生之別称。